# Viktor Schönbächler
Viktor Schönbächler OSB (* 8. März 1913 in Einsiedeln; † 18. Januar 1996) war ein Schweizer Benediktinerpater und Abt des Klosters Disentis.

## Leben
Johann Baptist Schönbächler war der Sohn des Winterthurer Försters Baptist Schönbächler-Kälin. Nach Gymnasialstudien in Disentis und Engelberg, der Profess 1935, der Priesterweihe 1938 und 1940 dem Dr. theol. am Anselmianum war er Lehrer für Latein, Griechisch und Stenographie an der Klosterschule Disentis, zudem unterrichtete er am theologischen Hausstudium Dogmatik und Exegese. 1963 wählte ihn der Konvent zum Abt. 1988 trat er von diesem Amt zurück. Von 1967 bis 1985 war er Vizepräses in der Schweizerischen Benediktinerkongregation.

## Schriften (Auswahl)
- Die Stellung der Psalmen zum alttestamentlichen Opferkult. Freiburg in der Schweiz 1941, OCLC 8748601.